# ماريو إسكوبار
ماريو إسكوبار (بالإسبانية: Mario Escobar)‏ هو دراج كولومبي، ولد في 14 فبراير 1940.

## وصلات خارجية
- ماريو إسكوبار على موقع إحصائيات الدراجات الإحترافية (الإنجليزية)
- ماريو إسكوبار على موقع أوليمبيديا (الإنجليزية)